# 城巴13線

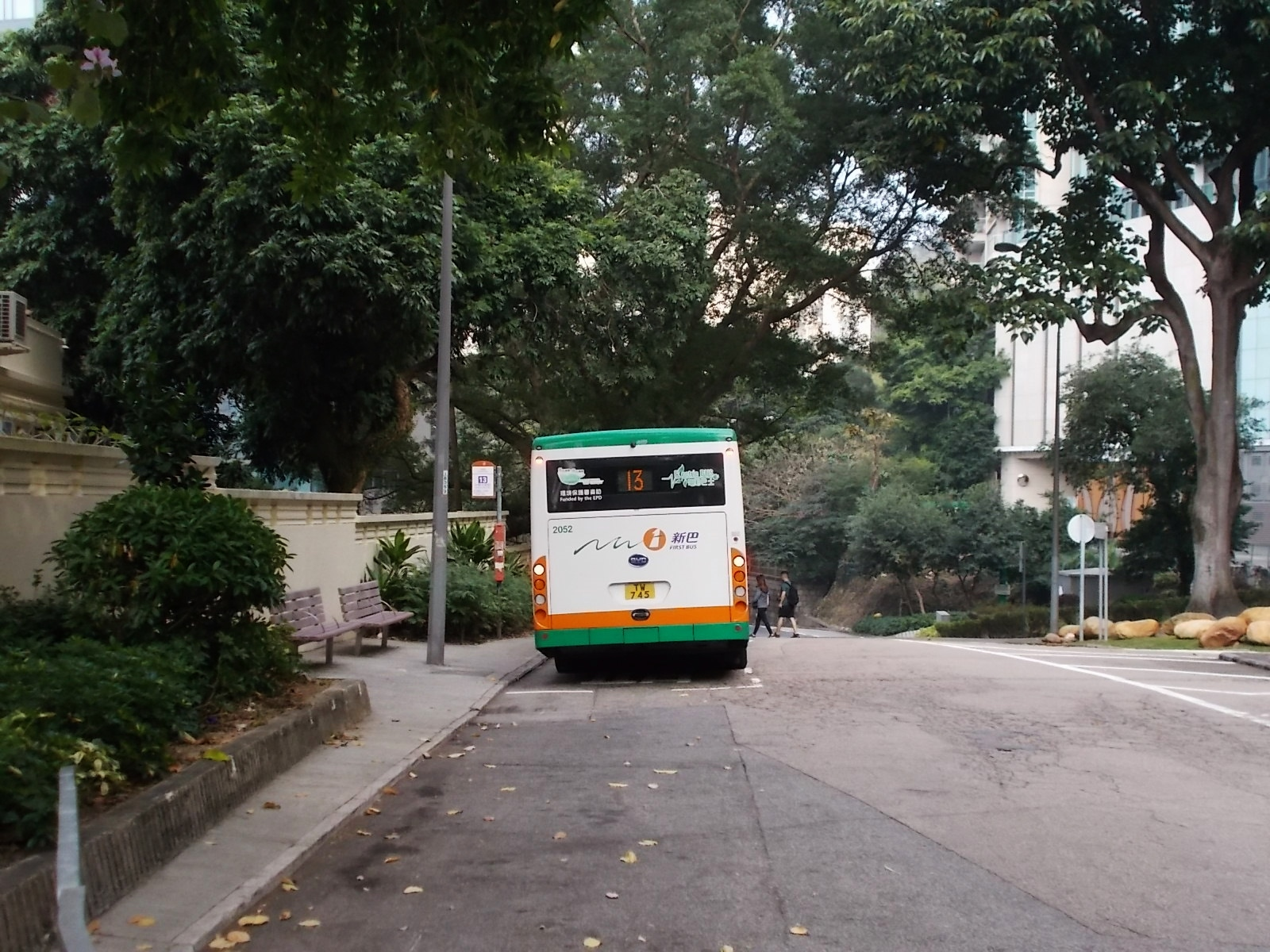
西半山旭龢道巴士總站

城巴13線是香港城巴營運的一條香港島巴士路線，來往西半山旭龢道與金鐘（添馬街）之間，主要途經中環蘇豪區、堅道、般咸道、柏道、列堤頓道。

## 簡介及歷史
本線於1974年4月16日投入服務，以配合半山區巴士專綫啟用，初時由中華巴士營運。1998年9月1日中巴的巴士專營權屆滿後，改由新巴接辦。
中環天星碼頭於2006年11月由愛丁堡廣場遷往民光街，本線沒有延長路線至新碼頭，只是把巴士總站改稱中環（大會堂）。
2012年7月22日：因應雲咸街及雪廠街近皇后大道中一段交通擠塞情況非常嚴重，新巴決定修改本線往中環方向的行車路線，在堅道（明愛中心）後改經上亞厘畢道、花園道、德輔道中、雪廠街、干諾道中西行、康樂廣場、干諾道中東行回大會堂總站（假日則改經皇后大道中及畢打街），是本線開辦以來首次更改行車路線。
2022年8月14日：總站由中環（大會堂）延長至金鐘（添馬街）， 由金鐘（添馬街）開出駛至添馬街後，經夏愨道、紅棉路後返回原有路線，取消中環（大會堂）總站；由旭龢道開出駛至中環（大會堂）後，經干諾道中、夏愨道、紅棉路支路、金鐘道及添馬街，是本線開辦48年以來首次遷移總站。
2023年7月1日：因應城巴新巴專營權合併，本線改由城巴經營。

### 趣事
1970年代中期之前，中巴開辦路線的編號是按數字排列。12號線於1955年投入服務後，下一條路線本應為13，但當時中巴管理層卻指「十三不祥」，故跳過本編號，1960年開設的新線由14號線繼續排下去。直至1973年，計劃開辦此線時，中巴總監顏成坤在報章聲言不相信「十三不祥」的思想，並把本線編為13。
本線投入服務至2012年7月22日，從未作任何永久性行車路線改動，行車路線維持了38年，是香港境內維持行車路線最長時間的路線。就算中區多年來實施了很多交通改動措施，也沒有影響本線的行車路線。

## 服務時間及班次
| 金鐘（添馬街）開 | 金鐘（添馬街）開 | 金鐘（添馬街）開 | 旭龢道開         | 旭龢道開     | 旭龢道開     |
| 日期             | 服務時間         | 班次（分鐘）     | 日期             | 服務時間     | 班次（分鐘） |
| ---------------- | ---------------- | ---------------- | ---------------- | ------------ | ------------ |
| 星期一至五       | 06:30-09:30      | 15               | 星期一至五       | 06:35、06:48 | 06:35、06:48 |
| 星期一至五       | 09:30-09:50      | 20               | 星期一至五       | 07:00-09:45  | 15           |
| 星期一至五       | 09:50-00:00      | 25               | 星期一至五       | 09:45-10:05  | 20           |
|                  |                  |                  | 星期一至五       | 10:05-22:35  | 25           |
| 22:35-23:35      | 20               |                  | 星期一至五       |              |              |
| 星期六           | 06:30-19:50      | 20               | 星期六           | 06:35、06:48 | 06:35、06:48 |
| 星期六           | 19:50-00:00      | 25               | 星期六           | 07:00-20:20  | 20           |
|                  |                  |                  | 星期六           | 20:20-23:15  | 25           |
| 23:35            |                  |                  | 星期六           |              |              |
| 星期日及公眾假期 | 06:30-09:50      | 20               | 星期日及公眾假期 | 06:35、06:48 | 06:35、06:48 |
| 星期日及公眾假期 | 09:50-12:35      | 15               | 星期日及公眾假期 | 07:00-10:20  | 20           |
| 星期日及公眾假期 | 12:35-20:15      | 20               | 星期日及公眾假期 | 10:20-13:05  | 15           |
| 星期日及公眾假期 | 20:15-00:00      | 25               | 星期日及公眾假期 | 13:05-20:45  | 20           |
|                  |                  |                  | 星期日及公眾假期 | 20:45-23:15  | 25           |
| 23:35            |                  |                  | 星期日及公眾假期 |              |              |

## 收費
全程：$6.3
- 聖士提反女子中學往旭龢道：$4.9

| - 本線設有12歲以下小童及65歲或以上長者半價優惠。 - 65歲或以上香港居民使用「樂悠咭」，以及12歲以下合資格殘疾兒童使用「殘疾人士身份」個人八達通繳付車資，均可享有每程$2.0或半價（以較低者為準）的票價優惠；12至64歲合資格殘疾人士使用「殘疾人士身份」個人八達通（包括「樂悠咭」），以及60至64歲香港居民使用「樂悠咭」繳付車資，均可享有每程$2.0或全費（以較低者為準）的票價優惠。 - 65歲或以上長者如使用長者或一般個人八達通繳付車資，則只可享有半價優惠；12至64歲合資格殘疾人士如不使用「殘疾人士身份」個人八達通，以及60至64歲人士如不使用「樂悠咭」繳付車資，必須繳付全費。 - 乘客可以現金或八達通於上車時付款，不設找續。 - 每位成人乘客可免費攜帶最多兩名4歲以下而不佔座位的兒童乘客乘車，超額之4歲以下小童必須繳付小童車費乘車。 - 九龍巴士、城巴及龍運巴士全職員工及家屬（不包括外判職員）可免費乘搭本路線，惟必須拍職員或職員家屬八達通。 - 乘客亦可使用AlipayHK「易乘碼」、支付寶、 WeChatHK／微信支付「搭車碼」、銀聯雲閃付「乘車碼」及BOC Pay「乘車碼」、具有感應式支付功能的VISA、Mastercard及銀聯卡，以及Apple Pay、Google Pay及Samsung Pay流動支付平台繳付車資。使用此支付方式的乘客可享有中途下車之分段收費，以及與其他城巴獨營路線或聯營線城巴班次之轉乘優惠，惟不適用於與非城巴路線之轉乘優惠。使用此支付方式的乘客亦不能享有「公共交通費用補貼計劃」及「長者及合資格殘疾人士公共交通票價優惠計劃」。 |

## 使用車輛
受屋蘭士街的路面影響，本線祇能使用亞歷山大丹尼士Enviro 400（3800-3859）、比亞迪K9R（2051,2052)及亞歷山大丹尼士Enviro 200 MMC（2501-2505）行走,

## 行車路線
金鐘（添馬街）開經：添馬街、夏慤道、紅棉路、天橋、金鐘道、皇后大道中、德己立街、威靈頓街、擺花街、荷李活道、亞畢諾道、堅道、般咸道、柏道、列堤頓道、屋蘭士街及旭龢道。
旭龢道開經：旭龢道、屋蘭士街、列堤頓道、柏道、羅便臣道、衛城道、堅道、上亞厘畢道、花園道、德輔道中、雪廠街、干諾道中（西行）、支路、皇后大道中、畢打街、干諾道中（東行）、愛丁堡廣場、中環（大會堂）巴士總站、愛丁堡廣場、干諾道中、夏愨道、紅棉路支路、金鐘道及添馬街。
逢星期日及公眾假期不經斜體字之路段，改經粗體字之路段。

### 沿線車站
| 金鐘（添馬街）開 | 金鐘（添馬街）開 | 金鐘（添馬街）開       | 旭龢道開 | 旭龢道開         | 旭龢道開               |
| 序號             | 車站名稱         | 位置                   | 序號     | 車站名稱         | 位置                   |
| ---------------- | ---------------- | ---------------------- | -------- | ---------------- | ---------------------- |
| 1                | 金鐘（添馬街）   | 金鐘（添馬街）巴士總站 | 1        | 旭龢道           | 旭龢道巴士總站         |
| 2                | 匯豐總行大廈     | 皇后大道中             | 2        | 嘉賢大廈         | 旭龢道                 |
| 3                | 蘭桂坊           | 德己立街               | 3        | 威都閣           | 屋蘭士街               |
| 4                | 擺花街           | 擺花街                 | 4        | 聖士提反女子中學 | 列堤頓道               |
| 5                | 大館             | 荷李活道               | 5        | 英華女學校       | 羅便臣道               |
| 6                | 中央廣場         | 亞畢諾道               | 6        | 蔚巒閣           | 羅便臣道               |
| 7                | 明愛中心         | 堅道                   | 7        | 美麗閣           | 衛城道                 |
| 8                | 孫中山紀念館     | 堅道                   | 8        | 活倫台           | 衛城道                 |
| 9                | 樓梯街           | 堅道                   | 9        | 明愛中心         | 堅道                   |
| 10               | 西摩道           | 堅道                   | 10       | 香港禮賓府       | 上亞厘畢道             |
| 11               | 豫苑             | 般咸道                 | 11       | 聖約翰座堂       | 花園道                 |
| 12               | 東邊街           | 般咸道                 | 12*      | 歷山大廈         | 雪廠街                 |
| 13               | 聖士提反女子中學 | 柏道                   | ^        | 畢打街           | 畢打街                 |
| 14               | 豫苑             | 柏道                   | 13       | 怡和大廈         | 干諾道中               |
| 15               | 聖士提反女子中學 | 列堤頓道               | 14       | 中環（大會堂）   | 中環（大會堂）巴士總站 |
| 16               | 威都閣           | 屋蘭士街               | 15       | 金鐘（添馬街）   | 金鐘（添馬街）巴士總站 |
| 17               | 嘉賢大廈         | 旭龢道                 |          |                  |                        |
| 18               | 克頓道           | 旭龢道                 |          |                  |                        |
| 19               | 旭龢道           | 旭龢道巴士總站         |          |                  |                        |

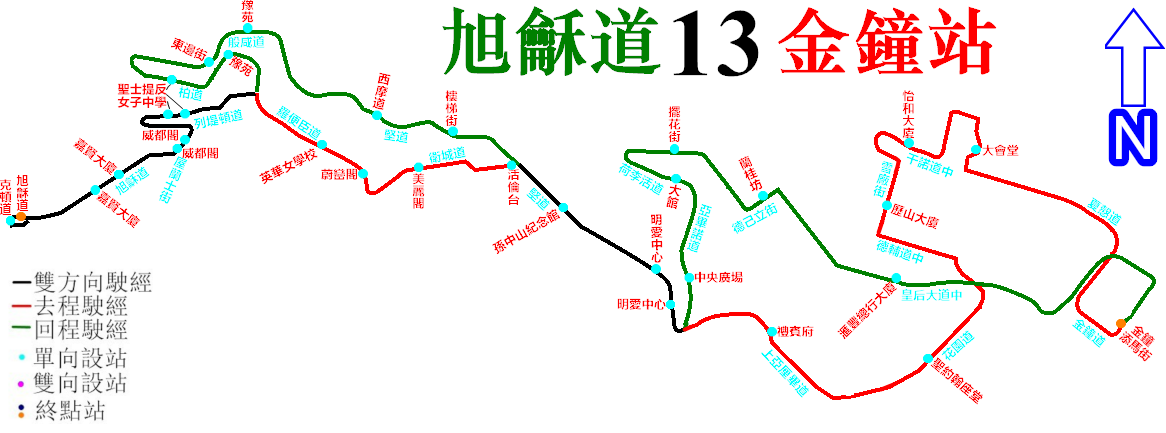
此線的走線圖

- 逢星期日及公眾假期不停有 * 號之車站，改停有 ^ 號之車站

## 外部連結
- 新巴/城巴官方路線資料 （页面存档备份，存于）
- 新巴13線路線圖 （页面存档备份，存于）
- 新巴13線詳細時間表 （页面存档备份，存于）